# ورزشگاه پتر آتویان
ورزشگاه پتر آتویان (به قزاقی: Petr Atoyan Stadium) یک ورزشگاه در قزاقستان است که در شهر اورال واقع شده‌است.